# INPP1
INPP1 (англ. Inositol polyphosphate-1-phosphatase) – білок, який кодується однойменним геном, розташованим у людей на короткому плечі 2-ї хромосоми.  Довжина поліпептидного ланцюга білка становить 399 амінокислот, а молекулярна маса — 43 998.
| 10         |  | 20         |  | 30         |  | 40         |  | 50         |
| ---------- |  | ---------- |  | ---------- |  | ---------- |  | ---------- |
| MSDILRELLC |  | VSEKAANIAR |  | ACRQQEALFQ |  | LLIEEKKEGE |  | KNKKFAVDFK |
| TLADVLVQEV |  | IKQNMENKFP |  | GLEKNIFGEE |  | SNEFTNDWGE |  | KITLRLCSTE |
| EETAELLSKV |  | LNGNKVASEA |  | LARVVHQDVA |  | FTDPTLDSTE |  | INVPQDILGI |
| WVDPIDSTYQ |  | YIKGSADIKS |  | NQGIFPCGLQ |  | CVTILIGVYD |  | IQTGVPLMGV |
| INQPFVSRDP |  | NTLRWKGQCY |  | WGLSYMGTNM |  | HSLQLTISRR |  | NGSETHTGNT |
| GSEAAFSPSF |  | SAVISTSEKE |  | TIKAALSRVC |  | GDRIFGAAGA |  | GYKSLCVVQG |
| LVDIYIFSED |  | TTFKWDSCAA |  | HAILRAMGGG |  | IVDLKECLER |  | NPETGLDLPQ |
| LVYHVENEGA |  | AGVDRWANKG |  | GLIAYRSRKR |  | LETFLSLLVQ |  | NLAPAETHT  |

A: Аланін

C: Цистеїн

D: Аспарагінова кислота

E: Глутамінова кислота

F: Фенілаланін

G: Гліцин

H: Гістидин

I: Ізолейцин

K: Лізин

L: Лейцин

M: Метіонін

N: Аспарагін

P: Пролін

Q: Глутамін

R: Аргінін

S: Серин

T: Треонін

V: Валін

W: Триптофан

Кодований геном білок за функціями належить до гідролаз, фосфопротеїнів. 
Задіяний у такому біологічному процесі як поліморфізм. 
Білок має сайт для зв'язування з іонами металів, іоном магнію. 